# Cầu Chà Và (Thành phố Hồ Chí Minh)

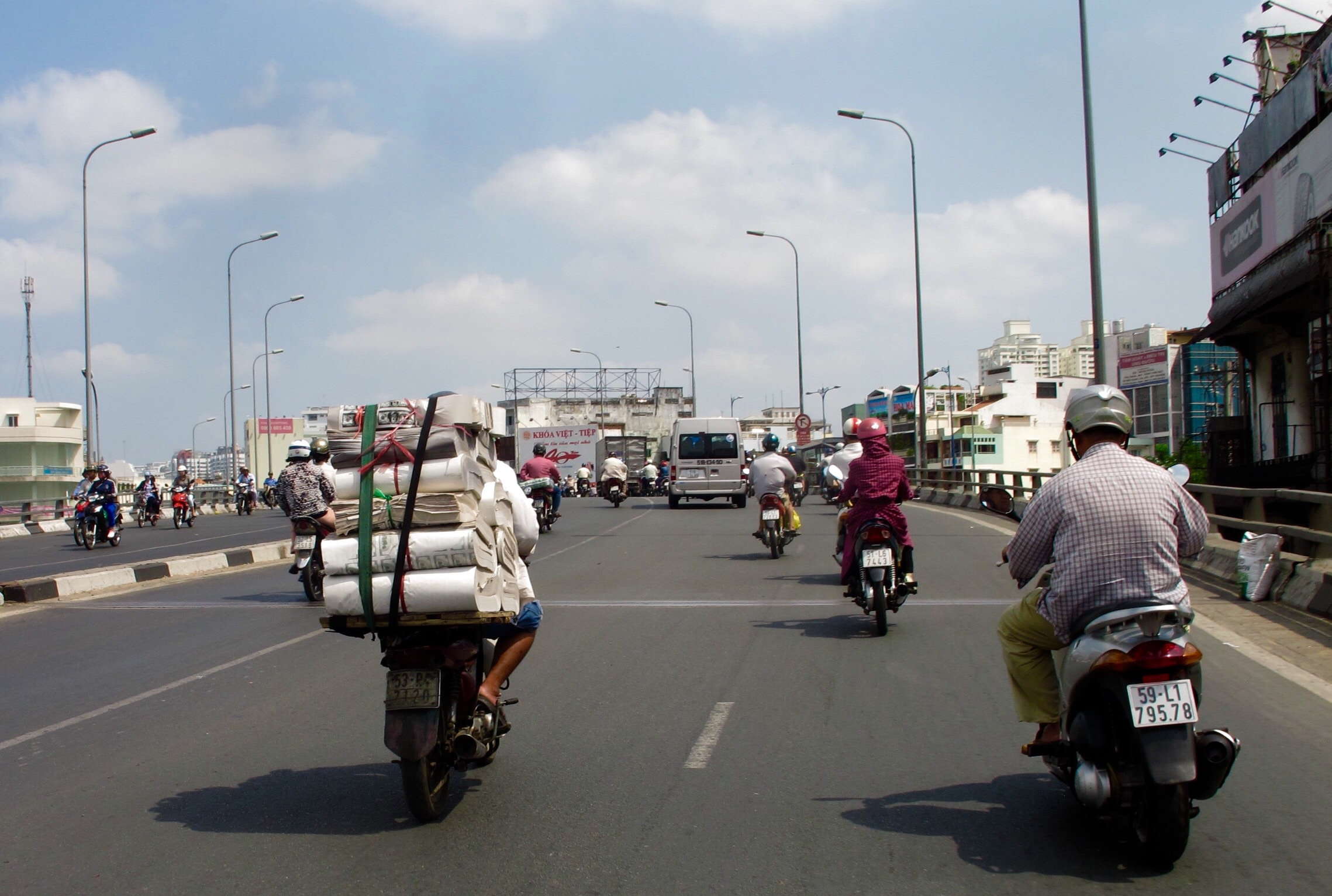
Dốc Cầu Chà Và phía Quận 8

Cầu Chà Và là một cây cầu bắc qua kênh Tàu Hủ, nối Quận 5 và Quận 8 tại Thành phố Hồ Chí Minh. Cầu có bề dài lịch sử hơn 100 năm, làm thông thương vùng Chợ Lớn giữa quận 8 và quận 5.

## Sơ lược

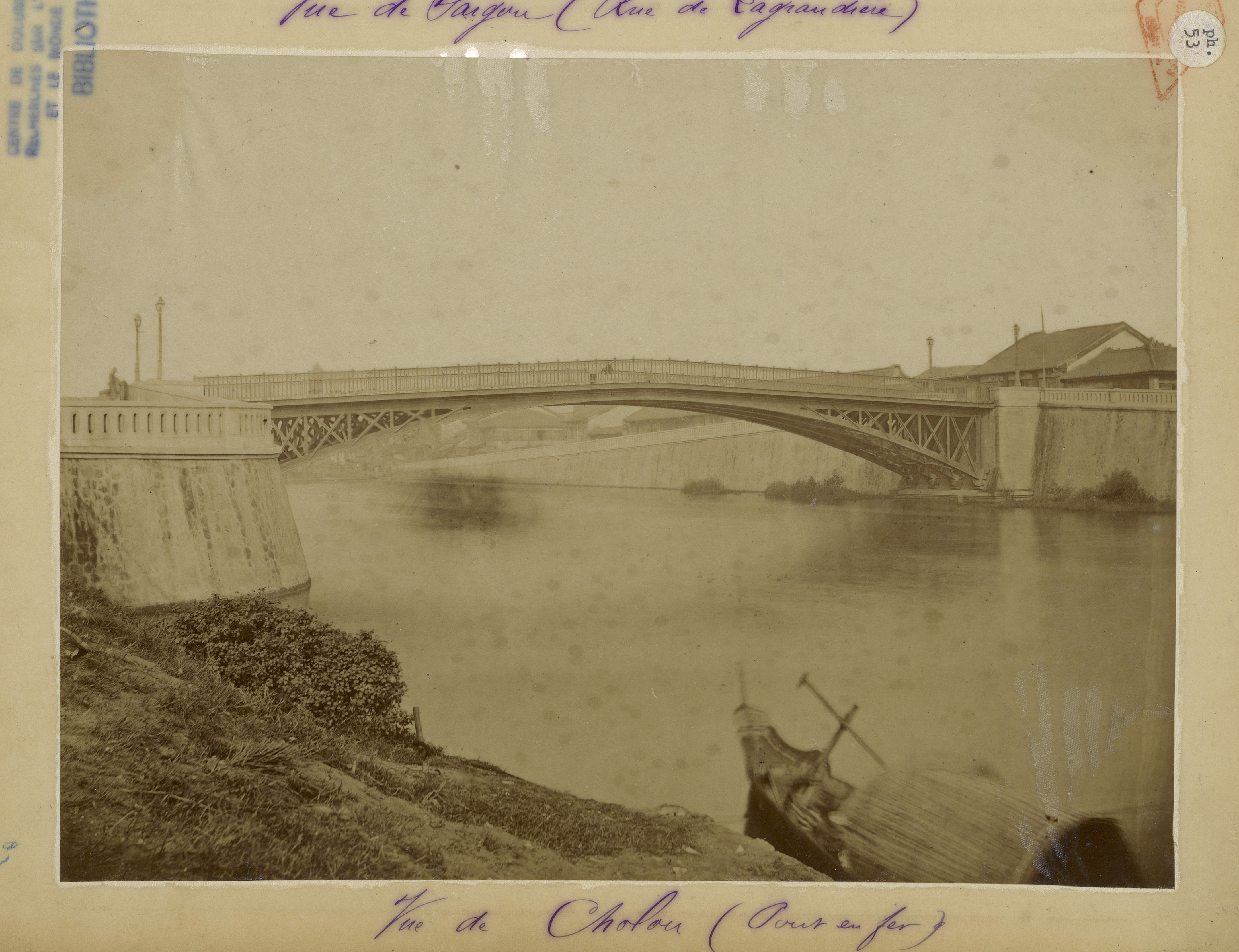
Cầu Malabars bắc qua kênh Tàu Hủ vào cuối thế kỷ 19. Cầu này có hình dáng giống cầu Mống.

Trước khi xây dựng cầu Chà Và, tại khu vực này có cây cầu Malabars nằm ở vị trí đường Mạc Cửu và đường Bến Cần Giuộc hiện nay. Sau đó, chính quyền thực dân cho phá cây cầu này và dựng nên cầu Chà Và tại vị trí hiện tại.
Sau ngày 30 tháng 4 năm 1975, cầu được nâng cấp và sửa chữa lại nhưng mãi đến ngày 29 tháng 5 năm 1993 mới hoàn thành.
Ngày 28 tháng 10 năm 2006, cầu Chà Và đã ngưng hoạt động 2 năm để tháo dỡ làm mới, triển khai dự án đại lộ Đông – Tây. Đến ngày 19 tháng 5 năm 2009, cầu Chà Và mới được hoàn thành và thông xe trở lại, tuy nhiên chỉ thông xe một chiều từ quận 8 về quận 5, đến giữa tháng 6 năm 2009, nửa mới còn lại đã được hoàn thành và cho phép lưu thông qua lại giữa quận 5 và quận 8.
Cầu Chà Và có chiều rộng khoảng 30 mét, chiều dài 190 mét, có thêm hai nhánh phụ lên xuống đại lộ Đông – Tây, đảm bảo các phương tiện đi trên cầu không giao cắt nhau nhằm hạn chế tối đa kẹt xe. Đồng thời, Ngay khi được đưa vào sử dụng, nhà thầu đã tháo dỡ 3 cầu tạm để thi công kè bờ kênh Tàu Hủ – Bến Nghé.

## Hình ảnh

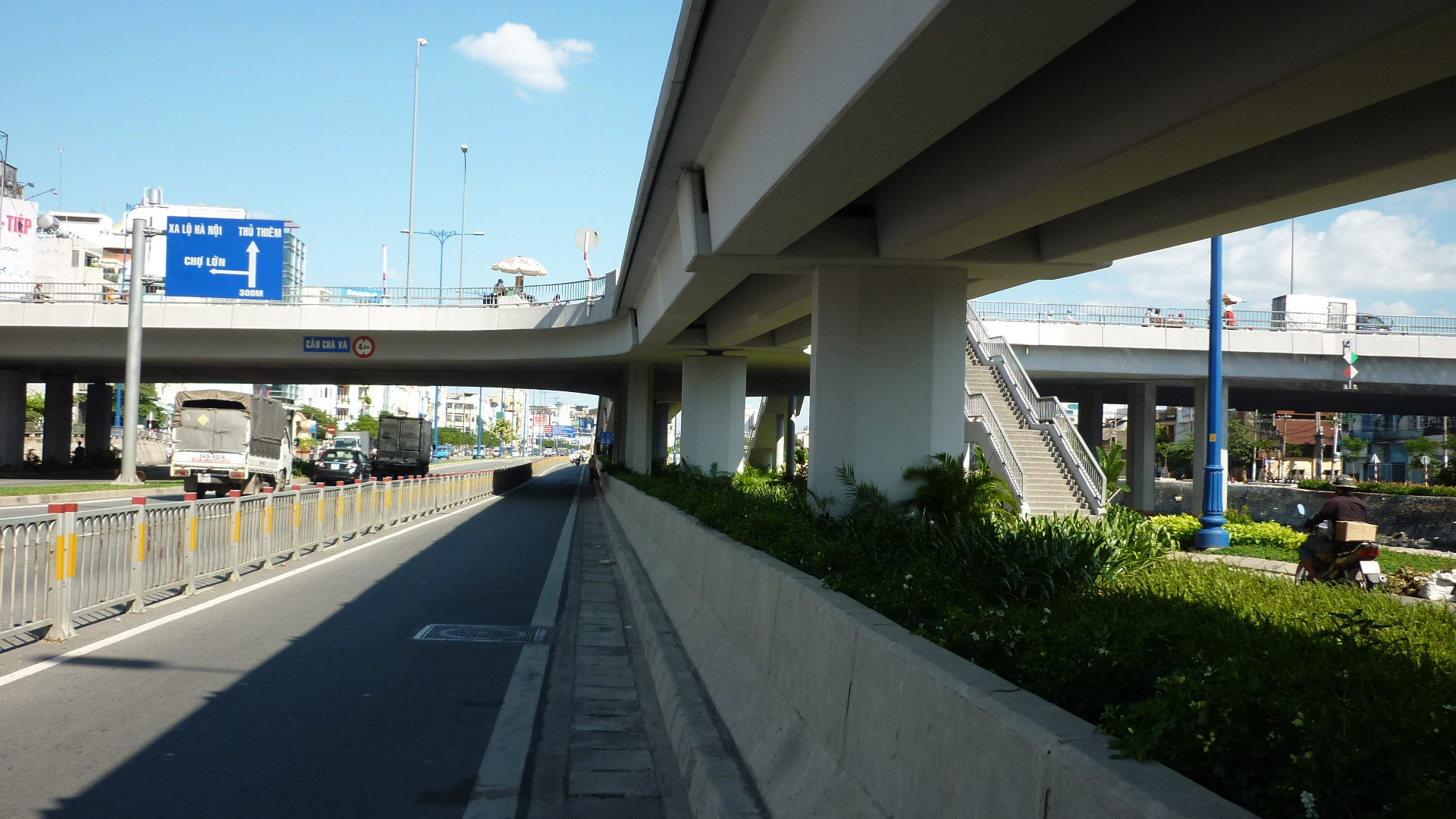
Trụ cầu Chà Và trên đại lộ Võ Văn Kiệt
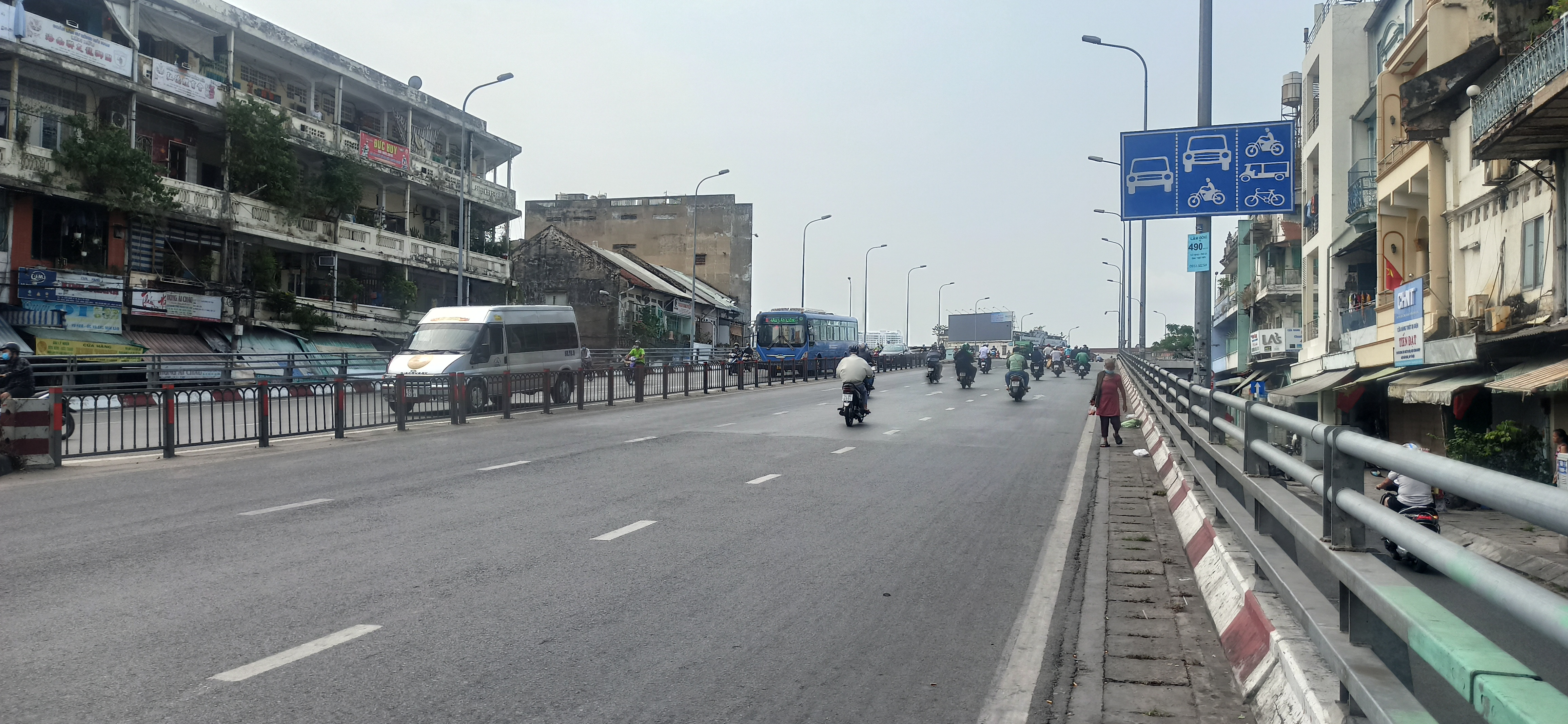
Đường dẫn lên cầu Chà Và từ hướng quận 5
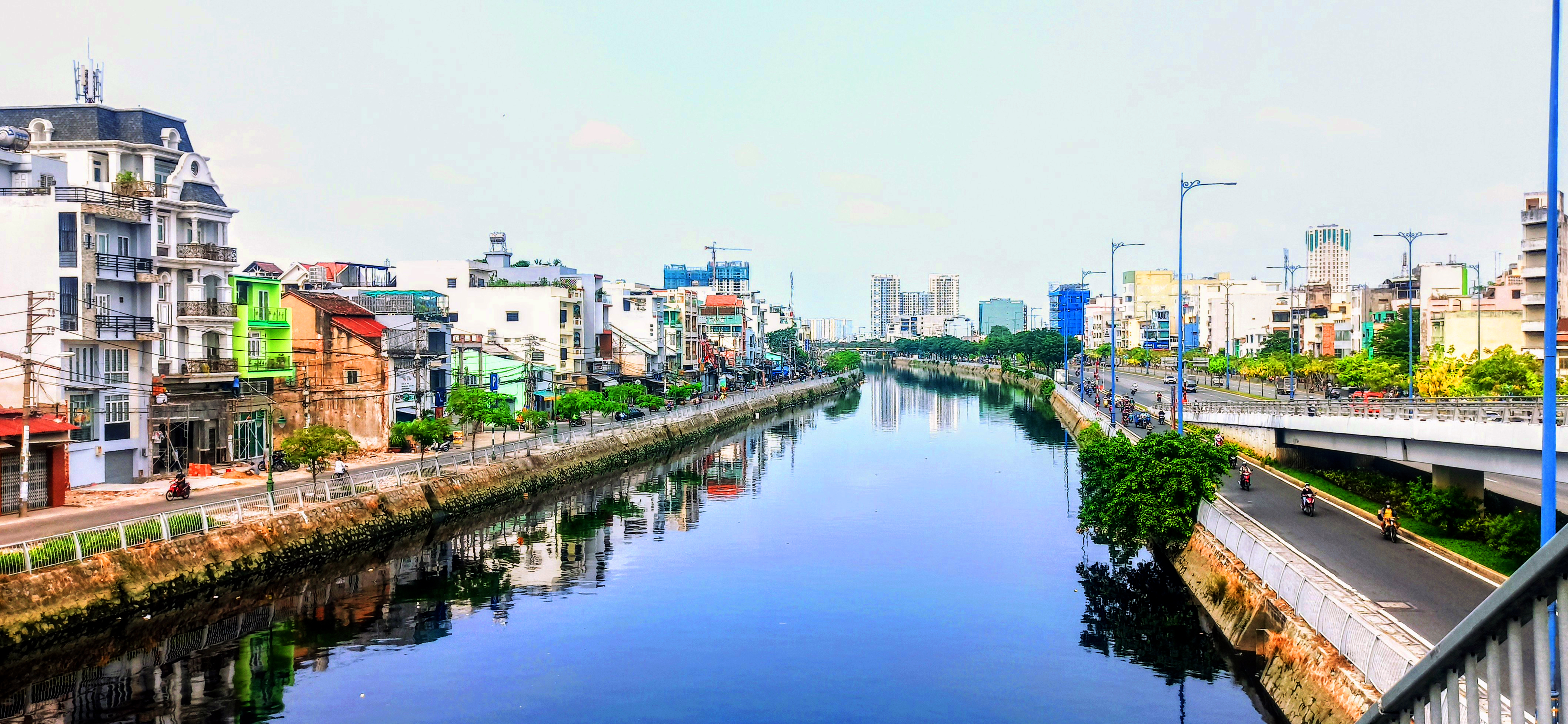
Kênh Tàu Hủ nhìn từ cầu Chà Và